# Phyllotis magister
Phyllotis magister és una espècie de mamífer rosegador de la família dels cricètids. Viu a altituds d'entre 2.300 i 4.000 msnm des del centre-oest del Perú fins al nord de Xile. Es tracta d'un animal omnívor. Els seus hàbitats naturals són les zones rocoses, els matollars, les zones riberenques, els boscos de Polylepis i els camps de conreu. És una espècie en risc mínim, és a dir, no sembla que hi hagi cap amenaça significativa per a la seva supervivència.